# ماوي-ماوي
ماوي-ماوي (بالفرنسية: Miou-Miou)‏ هي ممثلة فرنسية، ولدت في 22 فبراير 1950 بباريس في فرنسا. بدأت مشوارها المهني سنة 1971، و

## ترشيحات
- جائزة سيزار لأفضل ممثلة (1977)
- جائزة سيزار لأفضل ممثلة (1978)
- جائزة سيزار لأفضل ممثلة (1980)
- جائزة سيزار لأفضل ممثلة (1983)
- جائزة سيزار لأفضل ممثلة (1984)
- جائزة سيزار لأفضل ممثلة (1987)
- جائزة سيزار لأفضل ممثلة (1989)
- جائزة سيزار لأفضل ممثلة (1991)
- جائزة سيزار لأفضل ممثلة (1994)
- جائزة سيزار لأفضل ممثلة (1998)
- جائزة سيزار لأفضل ممثلة، عن عمل: التنظيف الجاف (1977)
- جائزة سيزار لأفضل ممثلة، عن عمل: التنظيف الجاف (1978)
- جائزة سيزار لأفضل ممثلة، عن عمل: التنظيف الجاف (1980)
- جائزة سيزار لأفضل ممثلة، عن عمل: التنظيف الجاف (1983)
- جائزة سيزار لأفضل ممثلة، عن عمل: التنظيف الجاف (1984)
- جائزة سيزار لأفضل ممثلة، عن عمل: التنظيف الجاف (1987)
- جائزة سيزار لأفضل ممثلة، عن عمل: التنظيف الجاف (1989)
- جائزة سيزار لأفضل ممثلة، عن عمل: التنظيف الجاف (1991)
- جائزة سيزار لأفضل ممثلة، عن عمل: التنظيف الجاف (1994)
- جائزة سيزار لأفضل ممثلة، عن عمل: التنظيف الجاف (1998)

## وصلات خارجية
- ماوي-ماوي على موقع IMDb (الإنجليزية)
- ماوي-ماوي على موقع روتن توميتوز (الإنجليزية)
- ماوي-ماوي على موقع مونزينجر (الألمانية)
- ماوي-ماوي على موقع قاعدة بيانات الأفلام العربية
- ماوي-ماوي على موقع قاعدة بيانات الأفلام العربية
- ماوي-ماوي على موقع ألو سيني (الفرنسية)
- ماوي-ماوي على موقع ميوزك برينز (الإنجليزية)
- ماوي-ماوي على موقع تيرنر كلاسيك موفيز (الإنجليزية)
- ماوي-ماوي على موقع أول موفي (الإنجليزية)
- ماوي-ماوي على موقع قاعدة بيانات الأفلام السويدية (السويدية)